# Heredia (provins)
Heredia är en provins i Costa Rica. Den är belägen i landets norra del. I norr gränsar Heredia mot Nicaragua, i öst provinsen Limón, i syd San José, och i väst Alajuela. Sätesort är staden Heredia. Provinsen täcker en yta på 2 657 km² och har en befolkning på 433 677. 

## Administrativ indelning
Provinsen delas in i tio kantoner och 47 distrikt.
Kanton:

- Barva
- Belén
- Flores
- Heredia
- San Isidro
- San Pablo
- San Rafael
- Santa Bárbara
- Santo Domingo
- Sarapiquí

Karta över Costa Rica med Heredia i rött
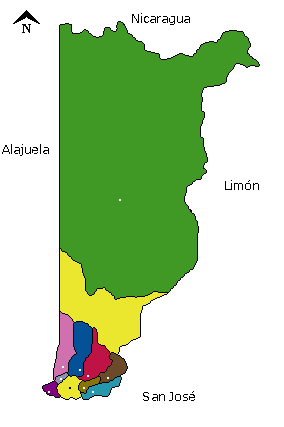
Karta över kantoner.